# Lucius Calpurnius Piso Pontifex

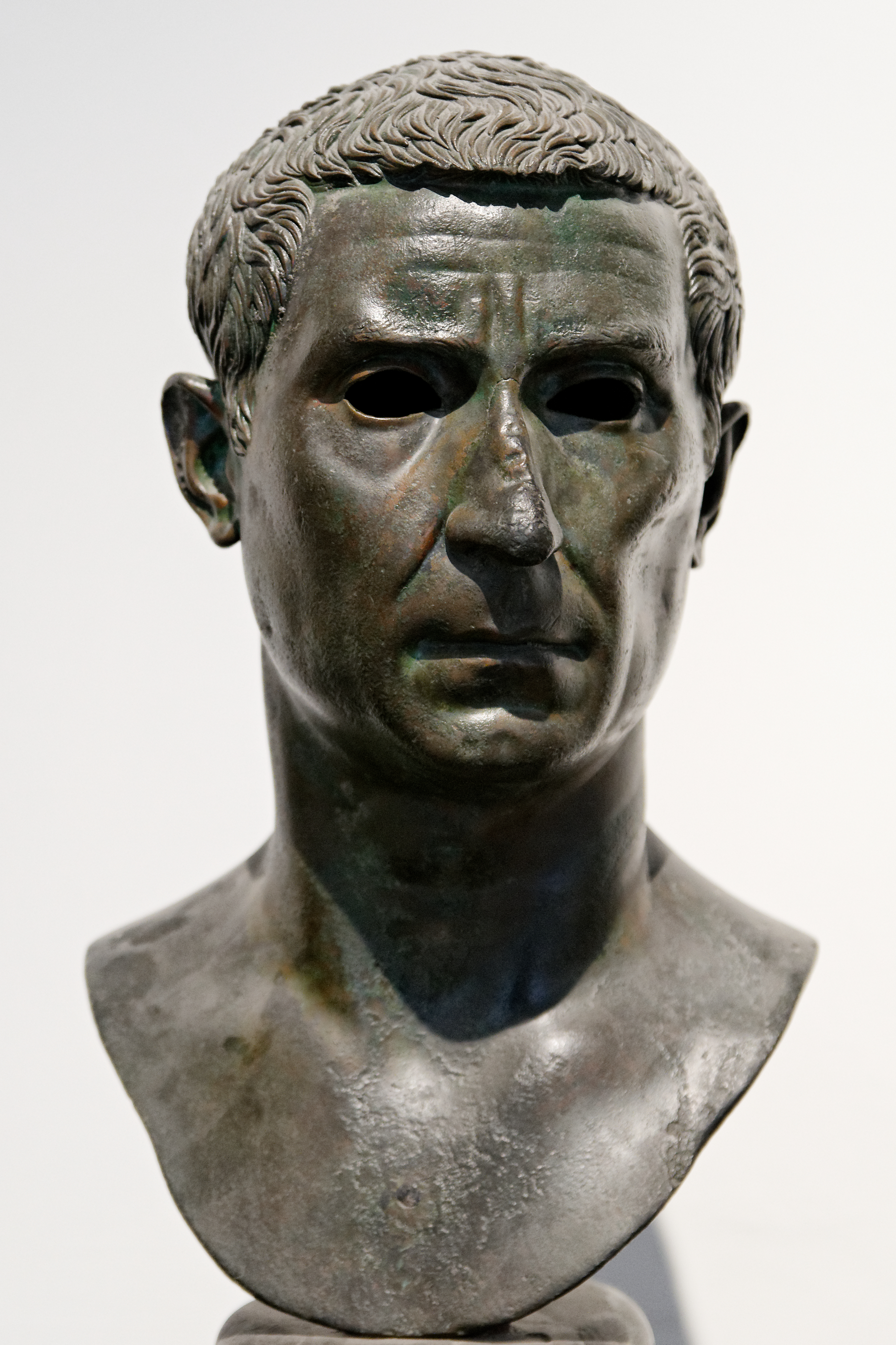
Bronzebüste des Lucius Calpurnius Piso Pontifex aus der Villa dei Papiri von Herculaneum. Museo Archeologico Nazionale, Neapel.

Lucius Calpurnius Piso (* 48 v. Chr.; † 32 n. Chr.), genannt Pontifex zur Unterscheidung von einem gleichnamigen Verwandten, war ein römischer Politiker zur Zeit des Augustus und Tiberius.
Piso war Sohn des Lucius Calpurnius Piso Caesoninus; seine ältere (Halb?-)Schwester Calpurnia war die letzte Ehefrau Gaius Iulius Caesars. Piso wurde im Jahr 15 v. Chr. Konsul. In den folgenden Jahren war er Statthalter verschiedener Provinzen; so führte er 12 bis 10 v. Chr. erfolgreich Krieg gegen die thrakischen Besser und erhielt die ornamenta triumphalia. Von 13 n. Chr. bis zu seinem Tod war Piso Stadtpräfekt.
Nach dem römischen Philosophen und Staatsbeamten Seneca, einem Zeitgenossen Pisos, war dieser nach seiner Ernennung als Stadtkommandant „ständig betrunken, nachdem er es einmal geworden war. Den größeren Teil der Nacht verbrachte er beim Gelage; bis fast gegen Mittag schlief er gewöhnlich: das war sein Vormittagspensum. Seine Amtspflicht, die in der Sicherheit der Stadt bestand, erfüllte er dennoch auf das gewissenhafteste: ihm erteilte erst der Divus Augustus geheime Aufträge, als er ihm das Kommando über Thrakien erteilte, das er bezwungen hatte, dann auch Tiberius beim Aufbruch nach Kampanien, als er in der Stadt viele Verdächtigungen hinter sich ließ und Haßgefühle.“ (Briefe an Lucilius, 83,14.)
Piso war Pontifex und Arvalbruder. Außerdem war er, der selbst Gedichte verfasste, Widmungsträger der ars poetica („Dichtkunst“) des Horaz.
Nach seinem Tod im achtzigsten Lebensjahr bekam er ein Staatsbegräbnis.
Piso wird als Besitzer der Villa dei Papiri bei Herculaneum mit ihrer Papyrusbibliothek in Betracht gezogen, die beim Vesuvausbruch des Jahres 79 n. Chr. verschüttet wurde.